# Хэйкы
Хэйкы (устар. Хэй-Кы) — река в России, протекает по территории Ямало-Ненецкого автономного округа. Устье реки находится в 854 км по правому берегу реки Таз. Длина реки составляет 44 км. В 7 км по левому берегу впадает река Кыпа-Хэйкы.

## Данные водного реестра
По данным государственного водного реестра России относится к Нижнеобскому бассейновому округу, водохозяйственный участок реки — Таз, речной подбассейн реки — подбассейн отсутствует. Речной бассейн реки — Таз.
Код объекта в государственном водном реестре — 15050000112115300065277.